# Vaxholm (đô thị)
Đô thị Vaxholm (tiếng Thụy Điển: Vaxholm kommun) là một đô thị ở hạt Stockholm của Thụy Điển. Thủ phủ là thị xã Vaxholm. Dân số thời điểm 31 tháng 12 năm 2000 là 9286 người.